# Spilosoma flavescens
Spilosoma flavescens är en fjärilsart som beskrevs av Arnold Spuler 1906. Spilosoma flavescens ingår i släktet Spilosoma och familjen björnspinnare. Inga underarter finns listade i Catalogue of Life.